# C14orf180
C14orf180 (англ. Chromosome 14 open reading frame 180) – білок, який кодується однойменним геном, розташованим у людей на 14-й хромосомі. Довжина поліпептидного ланцюга білка становить 160 амінокислот, а молекулярна маса — 18 051.
| 10         |  | 20         |  | 30         |  | 40         |  | 50         |
| ---------- |  | ---------- |  | ---------- |  | ---------- |  | ---------- |
| MRTAAGAVSP |  | DSRPETRRQT |  | RKNEEAAWGP |  | RVCRAEREDN |  | RKCPPSILKR |
| SRPEHHRPEA |  | KPQRTSRRVW |  | FREPPAVTVH |  | YIADKNATAT |  | VRVPGRPRPH |
| GGSLLLQLCV |  | CVLLVLALGL |  | YCGRAKPVAT |  | ALEDLRARLL |  | GLVLHLRHVA |
| LTCWRGLLRL |  |            |  |            |  |            |  |            |

A: Аланін

C: Цистеїн

D: Аспарагінова кислота

E: Глутамінова кислота

F: Фенілаланін

G: Гліцин

H: Гістидин

I: Ізолейцин

K: Лізин

L: Лейцин

M: Метіонін

N: Аспарагін

P: Пролін

Q: Глутамін

R: Аргінін

S: Серин

T: Треонін

V: Валін

W: Триптофан

Локалізований у клітинній мембрані, мембрані.